# Suleiman Chah
Pour les articles homonymes, voir Suleiman.
 (janvier 2020).
Si vous disposez d'ouvrages ou d'articles de référence ou si vous connaissez des sites web de qualité traitant du thème abordé ici, merci de compléter l'article en donnant les références utiles à sa vérifiabilité et en les liant à la section « Notes et références ».
Suleiman Chah (en turc ottoman : سليمان شاه بن قايا آلب ou Süleyman Şah bin Kaya Alp, en turc moderne Süleyman Şah Türbesi), né vers 1167 à Erzurum (est de la Turquie actuelle) et mort vers 1227 dans l'Euphrate, est le fils de Kaya Alp et le père d'Ertuğrul, lui-même père d'Osman Ier, le fondateur de l'Empire ottoman vers 1300.

## Biographie

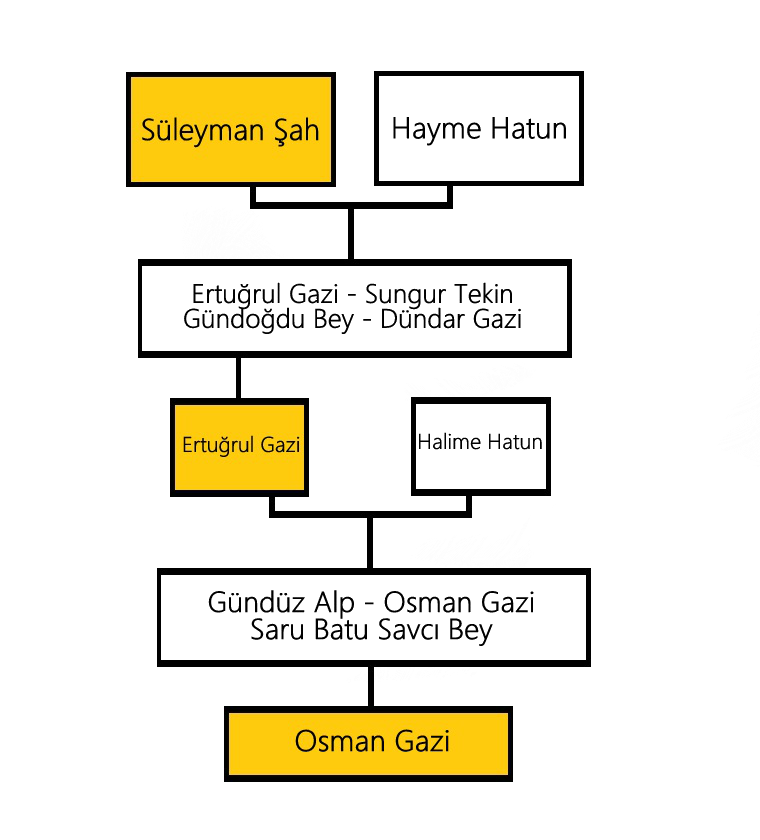
Descendance de Süleyman Şah.

Issus de la maison princière des Kayı, Suleiman Chah succède après la mort de son père Kaya Alp à la tête de celle-ci en 1214.
Compte tenu de l'avancée des Mongols en Asie centrale menés par Gengis Khan, il décide, depuis le Turkestan, d'avancer en Asie de l'ouest.
Suleiman Chah, à la tête d'un tumen (environ 10 000 soldats) émigre avec son ulus vers l'est de l'Anatolie en traversant le Caucase du Nord. En 1214, ils s'installèrent près d'Erzincan. On raconte que les Mongols attaquèrent brusquement l'armée de Suleiman Chah et que celui-ci mourut noyé dans l'Euphrate.
Son fils aîné Gündoğdu Bey et Sungurtekin Bey retournent dans leur ancienne patrie avec leur ulus, tandis que Dündar Bey et Ertuğrul Ghazi se rend dans la plaine de Pasinler à Erzurum pour chercher une nouvelle terre avec 400 familles de leurs gens.

### Lieu de décès

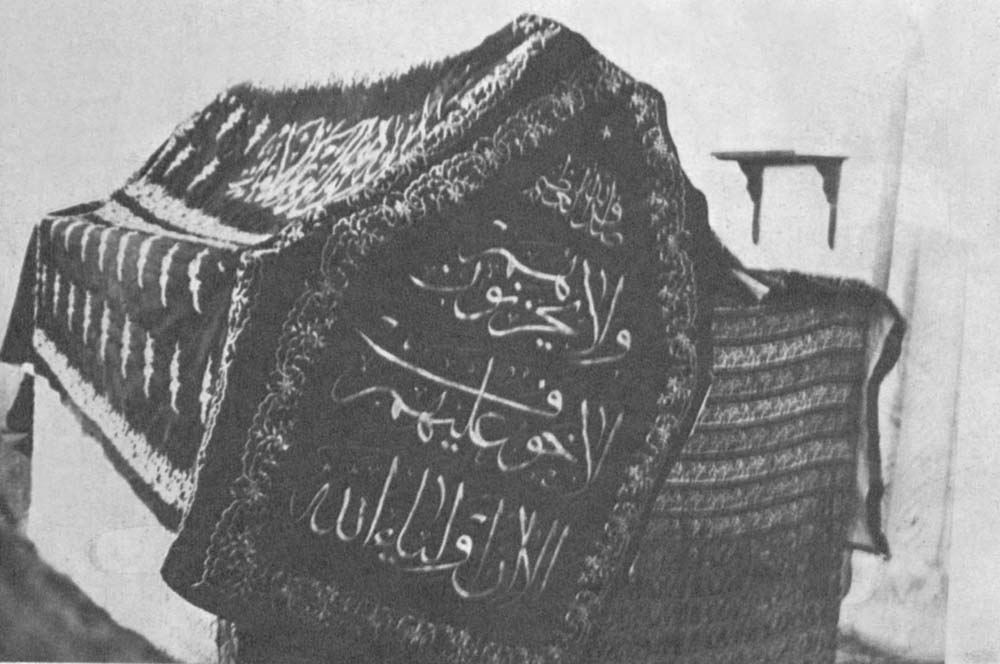
Tombeau de Suleiman Chah près de la frontière turque.

Sur le lieu supposé de son décès, au pied du Qal'at Ja'bar, un château dominant la vallée de l'Euphrate, a été érigé un tombeau (turbé).
Ce tombeau est déplacé en amont du fleuve en 1973, dans le gouvernorat d'Alep, à la suite de la mise en eau du lac el-Assad. Ce nouveau site, comme le précédent, est devenu propriété de la république de Turquie en vertu du traité d'Ankara datant de 1921. Situé à environ vingt-cinq kilomètres de la frontière turco-syrienne, le tombeau était gardé en permanence par une petite garnison de l'armée turque.
Ce contrôle a été renforcé à partir de 2011, les autorités turques craignant les retombées de la guerre civile syrienne sur le monument. Il finit par être encerclé par les forces de l'État islamique, les quelque quarante soldats des forces spéciales se retrouvant isolés plusieurs mois, dans la nuit du samedi 21 au dimanche 22 février 2015, le gouvernement turc décide finalement de lancer une opération militaire pour évacuer le mausolée et le déplacer, une nouvelle fois, sur un site sécurisé à proximité immédiate de la frontière turque.

## Süleyman Şah dans la culture populaire
Une série télévisée turque Diriliş: Ertuğrul, relate de manière romancée la vie d'Ertuğrul Gâzi de 2014 à 2019, il est interprété par Serdar Gökhan.
Il reprend son rôle dans la série, Kuruluş: Osman autant q'invité spécial, la suite de la série précédente.